# Csunszkij
Csunszkij (oroszul: Чунский) városi jellegű település Kelet-Szibériában, Oroszország Irkutszki területén, a Csunszkiji járás székhelye.		
Lakossága: 14 996 fő (a 2010. évi népszámláláskor).

## Elhelyezkedése
Az Irkutszki terület nyugati részén, Irkutszk területi székhelytől 808 km-re északnyugatra, a Csuna mentén helyezkedik el. Vasútállomás a Tajset–Uszty-Kut közötti vasúti fővonalon, (melyet a Bajkál–Amur-vasútvonal nyugati szakaszának is neveznek).

## Története
A település a Tajset és Bratszk közötti vasútvonal építésével egy időben keletkezett. A vasúti pályát 1938-ban, a Gulag helyi lágereinek foglyaival kezdték építeni, de a Szovjetuniót ért német támadás miatt az építkezést 1941-ben leállították. Amikor 1946-ban felújították, a pályán már japán hadifoglyok tömegei is dolgoztak. 
A talpfák tömeges előállításához az állomás mellett 1947-ben fűrésztelep létesült, melyből később a település legnagyobb faipari vállalata nőtt ki, de az 1960-as évekig csak egy primitív technikával ellátott lágergazdaság volt. 
A település 1957 őszén városi jellegű település státust kapott, 1965-ben lett járási székhely. Lényegében ez teremtette meg a lehetőséget az 1970-es évek elejétől a település lakónegyedeinek és szociális létesítményeinek kiépüléséhez. Abban az időben Csunszkijt nagy faipari központtá kívánták alakítani, az 1980-as években azonban a fejlődés megtorpant, az építkezések leálltak.